# Rita Camarneiro
Ana Rita Camarneiro Mendes (Figueira da Foz, São Pedro, 15 de janeiro de 1988) é uma humorista e apresentadora de televisão portuguesa. É irmã do escritor Nuno Camarneiro.

## Biografia
Filha de Urbano Murta Mendes e Maria Olívia Amaral Camarneiro, ambos de Montemor-o-Velho, Montemor-o-Velho, mas residentes na Figueira da Foz. Tem dois irmãos mais velhos, entre os quais o escritor Nuno Camarneiro.
Possui Licenciatura em Psicologia e Mestrado em Psicologia Clínica Sistémica, da Saúde e Família pela Faculdade de Psicologia e Ciências da Educação da Universidade de Coimbra.

## Carreira profissional
Começou por fazer Comédia stand-up, tornando-se guionista e tendo frequentado a Academia RTP, onde foi a autora do telefilme Almas Penadas.
Foi co-apresentadora, com Rui Unas, do programa Anti-Social na SIC Radical e apresentou Ilustre Engraçadinho da Speaky Tv.
A partir de Setembro de 2014 começou a colaborar no programa Prova Oral da Antena 3.
A partir de Janeiro de 2015 é a nova apresentadora do CC All Stars (Curto-Circuito) da SIC Radical.
Durante 2019 em parceria com Joana Gama criou e apresentou o podcast banana-papaia, integrado no Maluco Beleza de Rui Unas.
A partir de Outubro de 2019 começou a apresentar "Os Homens do Jogo e a Dona da Bola" com Fernando Moraes e Bruno França, na Rádio Orbital, passando então a ser uma das caras principais da estação emissora do Concelho de Loures.
É locutora da rádio Observador, integrando os podcasts "O melhor emprego do Mundo" e "Com Humor se Paga".